# Procutícula
Procutícula é a parte interna do exosqueleto da artrópodes, composta de proteínas e quitina, e é a responsável pela sua rigidez.